# Patopop (Vol. 2)
Patopop (Vol. 2) (zapis stylizowany: PATOPOP (Vol. 2)) – drugi minialbum polskiego rapera Kizo i polskiej piosenkarki Bletki. Wydawnictwo ukazało się 5 grudnia 2024 nakładem wytwórni muzycznej Spacerange w dystrybucji Universal Music Polska.
Minialbum jest utrzymany w stylu muzyki pop-rap i składa się z wersji standardowej (1 CD).
Płyta zadebiutowała na 28. miejscu polskiej listy sprzedaży – OLiS. Wydawnictwo uzyskało status złotej płyty, przekraczając liczbę 15 tysięcy sprzedanych kopii.
Promocję Patopop (Vol. 2) rozpoczęto we wrześniu 2024, wraz z premierą pierwszego promującego singla – „Pomaluj mój świat”. 2 października wydany został drugi utwór, „Konfetti”. Następnym singlem została piosenka „Dolce vita”.

## Lista utworów
Opracowano na podstawie materiału źródłowego.
| Patopop (Vol. 2) – Wersja standardowa | Patopop (Vol. 2) – Wersja standardowa         | Patopop (Vol. 2) – Wersja standardowa                                                  | Patopop (Vol. 2) – Wersja standardowa       | Patopop (Vol. 2) – Wersja standardowa |
| Nr                                    | Tytuł utworu                                  | Słowa                                                                                  | Muzyka                                      | Długość                               |
| ------------------------------------- | --------------------------------------------- | -------------------------------------------------------------------------------------- | ------------------------------------------- | ------------------------------------- |
| 1.                                    | „Konfetti”                                    | Patryk Woziński, Aleksandra Bletek                                                     | Mateusz Żezała                              | 2:34                                  |
| 2.                                    | „Pomaluj mój świat”                           | Patryk Woziński, Aleksandra Bletek                                                     | Janusz Kruk, Bartłomiej Skoraczewski        | 3:08                                  |
| 3.                                    | „Dolce vita” (gościnnie: Szpaku)              | Patryk Woziński, Aleksandra Bletek, Adrian Surowiec, Mateusz Szpakowski                | Patryk Leśniewski                           | 2:33                                  |
| 4.                                    | „Wolność”                                     | Patryk Woziński, Aleksandra Bletek, Bogdan Łyszkiewicz                                 | Bogdan Łyszkiewicz, Bartłomiej Skoraczewski | 2:51                                  |
| 5.                                    | „Część mnie”                                  | Patryk Woziński, Aleksandra Bletek                                                     | Mateusz Żezała, Denis Barszcz               | 2:41                                  |
| 6.                                    | „Pinezka” (gościnnie: Oskar83 i Young Leosia) | Patryk Woziński, Aleksandra Bletek, Sara Sudoł, Oskar Tuszyński                        | Bartłomiej Skoraczewski                     | 3:33                                  |
| 7.                                    | „Dolce vita rave” (Clearmind remix)           | Patryk Woziński, Aleksandra Bletek, Adrian Surowiec, Mateusz Szpakowski, Joanna Paszko | Patryk Leśniewski, Mateusz Żezała           | 2:36                                  |
| 8.                                    | „100 BPM rave” (Clearmind remix)              | Patryk Woziński, Aleksandra Bletek                                                     | Bartłomiej Skoraczewski, Mateusz Żezała     | 2:20                                  |
|                                       |                                               |                                                                                        |                                             | 22:16                                 |

Uwagi:
- We wszystkich utworach tytuły piosenek są stylizowane na wszystkie duże litery.
- W utworze „Pomaluj mój świat” wykorzystano muzykę i fragment tekstu piosenki „Chodź, pomaluj mój świat” – zespołu muzycznego 2 plus 1 (autorstwo: Janusz Kruk i Marek Dutkiewicz).
- W utworze „Wolność” wykorzystano muzykę i fragment tekstu piosenki „Kocham wolność” – zespołu muzycznego Chłopcy z Placu Broni (autorstwo: Bogdan Łyszkiewicz).

## Pozycje na listach sprzedaży

### Pozycje na listach tygodniowych
| Kraj   | Lista (2024)             | Najwyższa pozycja |
| ------ | ------------------------ | ----------------- |
| Polska | OLiS – albumy            | 28                |
| Polska | OLiS – albumy fizycznie  | 16                |
| Polska | OLiS – albumy w streamie | 15                |

## Certyfikat
| Kraj          | Certyfikat  | Sprzedaż |
| ------------- | ----------- | -------- |
| Polska (ZPAV) | złota płyta | 15 000+  |